# Ravi Shastri
Ravishankar Shastri (nacido el 27 de mayo de 1962) es el ex entrenador en jefe del equipo nacional de críquet de la India, comentarista de críquet y excapitán del equipo de críquet de la India. En julio de 2017, Shastri fue nombrado entrenador en jefe del equipo de cricket de la India. En agosto de 2019, fue reelegido como entrenador en jefe del equipo indio masculino sénior y permaneció a cargo hasta la Copa Mundial ICC Twenty20 de 2021.

## Trayectoria deportiva
El 21 de febrero de 1981, Shastri hizo su debut en Test Cricket para India contra Nueva Zelanda. El 25 de noviembre de 1981, hizo su debut en One Day International contra Inglaterra. Anotó once Test Cricket cientos, siete de ellos llegaron fuera de la cancha nacional, en duras giras por Pakistán, Inglaterra y las Indias Occidentales. También fue vice-capitán perpetuo, primero de Sunil Gavaskar, luego de Kapil Dev, seguido de Dilip Vengsarkar, Srikkanth y Azharuddin. En la prueba que lideró a India en Madrás, llevó a India a la victoria y se llevó una interesante trivia.